# Diclis
Diclis é um género botânico pertencente à família Scrophulariaceae.